# مصفاة جازان
مصفاة جازان تقع في مدينة مدينة جازان للصناعات الأساسية والتحويلية الواقعة في اٌقصى الجنوب الغربي للمملكة العربية السعودية وتقع تحديداً غرب المنطقة على ساحل البحر الأحمر وهي الآن في طور الإنشاء.
تقوم شركة الزيت العربية السعودية (أرامكو السعودية) بإنشاء مصفاة جازان وتمويله بالكامل، ومن المتوقع اكتمال هذا المشروع في الربع الأول من 2021م ، وسوف يوفر هذا المشروع 1000 وظيفة مباشرة، إلى جانب 4000 فرصة عمل غير مباشرة.
من المقرر أن يكون لهذه المصفاة الدور الأساس في توفير المنتجات البترولية المكررة اللازمة للمنطقتين الغربية والجنوبية وتصدير الفائض للأسواق العالمية. حيث سيضيف المشروع 80 ألف برميل من الجازولين و250 ألف برميل يومياً من الديزل وحوالي مليون طن سنوياً من منتجات البنزين والبرازايلين البتروكيميائية وسوف يكون المشروع قادراً على معالجة 400 ألف برميل في اليوم من الزيت العربي الثقيل والمتوسط، وسيحظى المشروع بطبيعة الحال بالتزام أرامكو السعودية بالتميز التشغيلي والسلامة والمحافظة على البيئة.